# Vaupillon
Vaupillon é uma comuna francesa na região administrativa do Centro, no departamento Eure-et-Loir. Estende-se por uma área de 12,47 km². Em 2010 a comuna tinha 463 habitantes (densidade: 37,1 hab./km²).